# Nicky Bailey
Nicholas Francis Bailey, detto Nicky (Londra, 10 giugno 1984), è un ex calciatore inglese, di ruolo centrocampista.

## Carriera
Ha giocato nella seconda divisione inglese.

## Palmarès

### Club

#### Competizioni nazionali
- Football Conference: 1

Barnet: 2004-2005
- National League South: 1

Sutton United: 2015-2016

#### Competizioni regionali
- Surrey Senior Cup: 1

Sutton United: 2002-2003